# Jules Bastin (schutter)
Jules Bastin (28 december 1879) was een Belgisch schutter.

## Levensloop
Bastin nam deel aan de Olympische Zomerspelen van 1920 te Antwerpen. Met het Belgisch team (voorts bestaande uit Paul Van Asbroeck, Nobert Van Molle, Philippe Cammaerts, Robert Andrieux en Léon De Coster) werd hij zevende in het onderdeel 'militair pistool, team'.